# Barylypa paeneferruginea
Barylypa paeneferruginea är en stekelart som först beskrevs av Henry Lorenz Viereck 1905.  Barylypa paeneferruginea ingår i släktet Barylypa och familjen brokparasitsteklar. Inga underarter finns listade.